# Kurhan (obwód sumski)
Kurhan (ukr. Курган) – wieś na Ukrainie, w obwodzie sumskim, w rejonie sumskim, w hromadzie Łebedyn. W 2001 liczyła 638 mieszkańców.